# 松南青年煤矿线
松南青年煤矿线（朝鲜语：／ Songnam Ch'ŏngnyŏn T'angwang sŏn */?）是朝鮮民主主義人民共和國平安南道北仓郡的一條鐵道線路，站點為松南青年站到率谷站。

## 路线概况
- 距离：4.4
- 车站数：2
- 轨距：1435mm
- 电气化区间：直流3kV
- 复线区间：无